# Delphinium mollipilum
Delphinium mollipilum är en ranunkelväxtart som beskrevs av Wen Tsai Wang. Delphinium mollipilum ingår i släktet storriddarsporrar, och familjen ranunkelväxter. Inga underarter finns listade i Catalogue of Life.